# Jesenice (ort i Tjeckien, Mellersta Böhmen, lat 49,61, long 14,48)
Jesenice är en ort i Tjeckien.   Den ligger i regionen Mellersta Böhmen, i den centrala delen av landet, 50 km söder om huvudstaden Prag. Jesenice ligger 368 meter över havet och antalet invånare är 506.
Terrängen runt Jesenice är platt norrut, men söderut är den kuperad. Jesenice ligger nere i en dal. Runt Jesenice är det ganska glesbefolkat, med 47 invånare per kvadratkilometer. Närmaste större samhälle är Sedlčany, 6,9 km nordväst om Jesenice. Trakten runt Jesenice består till största delen av jordbruksmark.